# Escalls
Escalls – wieś w Anglii, w Kornwalii. Leży 12 km na zachód od miasta Penzance i 422 km na zachód od Londynu.